# Wyspy Pribyłowa
Wyspy Pribyłowa (ang. Pribilof Islands) – grupa czterech wysp wulkanicznych leżących na Morzu Beringa. Należą one do Alaski. Łączna liczba ludności w 2010 roku wynosiła 581; zamieszkane są dwie główne wyspy, Saint Paul Island oraz Saint George Island.

## Odkrycie i nazwa
Nazwa odnosi się do odkrywcy wysp, Gawriiła Pribyłowa, który przybył na nie w 1786 roku. Zostały jednak dostrzeżone wcześniej, w 1767 przez Joana Synda. Nazwa Saint Paul Island upamiętnia Pawła z Tarsu, gdyż wyspa ta została odkryta w dzień jego wspomnienia. Pochodzenie nazwy Saint George Island nie jest pewne, przypuszczalnie pochodzi od nazwy statku Pribyłowa - Swiatoj Gieorgij.

## Geografia
Wyspy Pribyłowa leżą od 340 do 400 kilometrów na północ od miasta Unalaska (Aleuty) i około 800 km na południowy wschód od wybrzeży syberyjskiej Czukotki. Składają się na nie cztery wyspy: dwie zamieszkane Saint Paul Island i Saint George Island oraz dwie pozostałe, Otter Island i Walrus Island. Na Saint Paul Island znajduje się krater wulkaniczny Bogoslof o wysokości około 182 metrów; powierzchnia tej wyspy wynosi około 90,6 km². W jej pobliżu znajdują się wyspy Otter Is. i Walrus Is. Mająca powierzchnię 63,8 km² Saint George Island znajduje się około 62 km na południowy wschód od St. Paul Island.

## Ludność
W 1907 roku populacja wynosiła 263 osoby, 170 w mieście Saint Paul i 93 na Saint George. Według danych z 2010 roku wyspę Saint Paul Island zamieszkuje 479 ludzi, natomiast na Saint George Island liczba ludności wynosi 102. Jedyne miejscowości na wyspach to Saint Paul i Saint George.

## Fauna
Wyspy Pribyłowa zamieszkują kolonie kotików zwyczajnych (Callorhinus ursinus); prócz tego występują tu naturalnie lisy wirginijskie (Urocyon cinereoargenteus), pieśce (Vulpes lagopus), lemingi syberyjskie (Lemmus sibiricus) oraz jeden endemiczny gatunek ryjówki, Sorex pribilofensis. W roku 1911 introdukowano renifery (Rangifer tarandus) w liczbie 25; w roku 1921 było ich 410. W roku 2007 było ich kilkaset. Wolno na nie polować pod warunkiem posiadania zezwolenia. Jeszcze przed rokiem 1867, gdy wyspy weszły w posiadanie USA, zostały na wyspy zawleczone myszy domowe; obecnie spotkać można je jedynie na Saint Paul Island.
William H. Dall w 1899 roku stwierdził występowanie w okolicach Saint Paul Island 66 gatunków bezkręgowców oraz 42 w okolicach St. George Island. Wśród zebranych okazów wyróżnił jeden nowy gatunek osłonicy, Boltenia beringi (Pyuridae). Waldo Lee McAtee wyróżnił 276 gatunków owadów, pająków i pareczników zamieszkujących Wyspy Pribyłowa. 

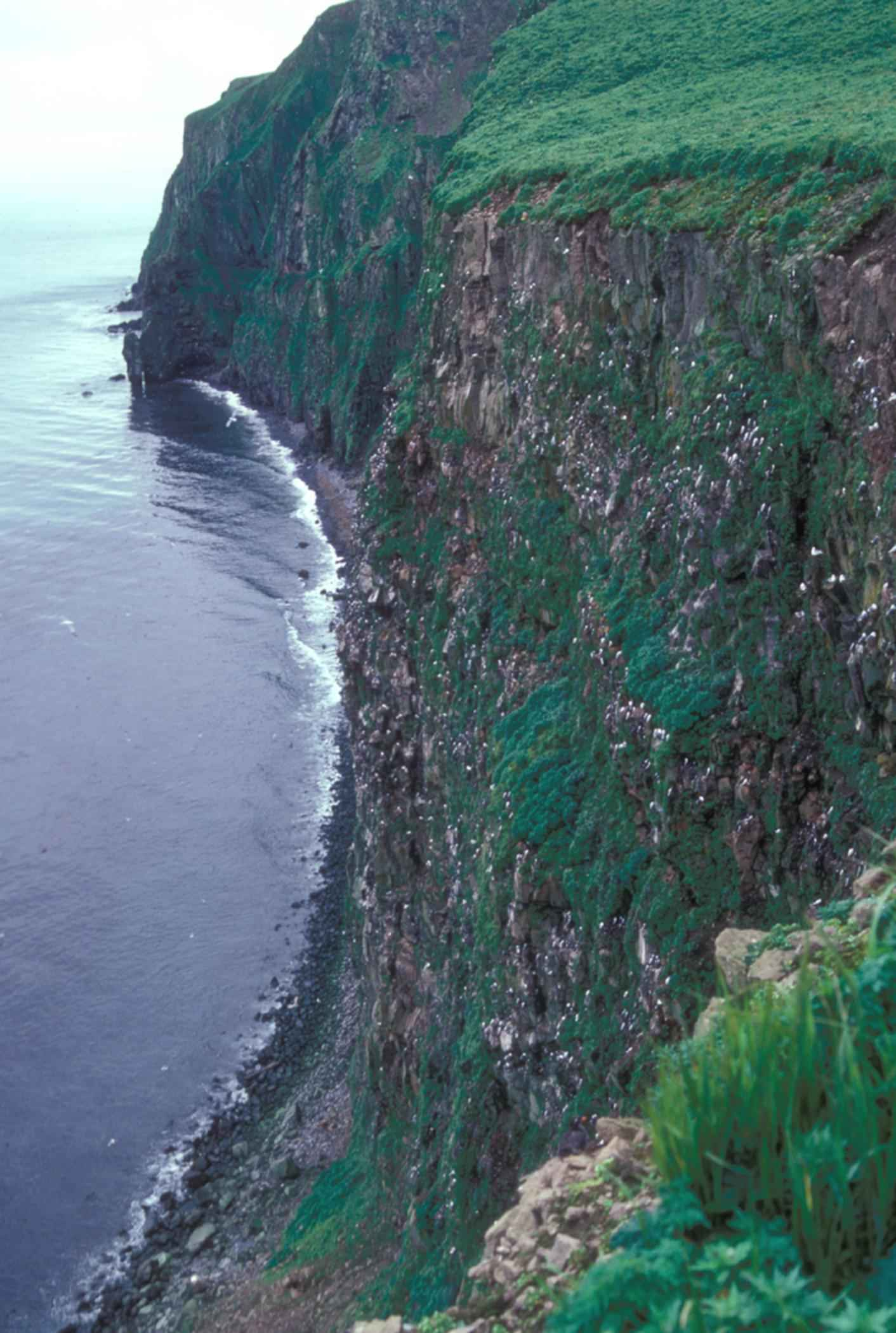
Wybrzeże Saint George Island

Na Wyspach Pribyłowa można spotkać wiele gatunków ptaków, głównie blaszkodziobych i siewkowców. Wśród nich wymienić można takie jak nur białodzioby (Gavia adamsii), kormoran krasnolicy (Phalacrocorax pelagicus), rożeniec zwyczajny (Anas acuta), świstun amerykański (Anas americana), turkan (Somateria spectabilis), kulik alaskański (Numenius tahitiensis), biegus smukłonogi (Calidris subminuta), morzyk marmurkowy (Brachyramphus marmoratus), nurniczek krasnodzioby (Aethia psittacula), malutki (A. pusilla) oraz czubaty (A. cristacella), mewa lodowa (Larus glaucescens), maskonur pacyficzny (Fratercula corniculata), puchacz śnieżny (Bubo scandiacus), białorzytka zwyczajna (Oenanthe oenanthe), świergotek tajgowy (Anthus hodgsoni), góralka siwogłowa (Leucosticte tephrocotis) i czeczotka (Carduelis flammea). Przed rokiem 1867 miały miejsce próby wprowadzenia kruka (Corvus corax) podgatunku principalis, jednak nie powiodły się. W roku 1919 na Saint Paul Island złapano samicę brodźca szarego (Tringa brevipes), na St. George Island odnotowano również strzyżyka amerykańskiego (Troglodytes hiemalis).

## Flora
Z powodu klimatu Wyspy Pribyłowa porastają rośliny charakterystyczne dla rejonu subarktycznej tundry; głównie trawy oraz ciborowate. Występuje tu bażyna czarna (Empetrum nigrum), malina moroszka (Rubus chamaemorus) oraz karłowe wierzby (Salix). W pochodzącym z 1899 spisie A list of the plants of the Pribilof Islands wymienionych zostało około 308 gatunków roślin. W dziele tym zostały uwzględnione również grzyby w liczbie 7 gatunków; były to m.in. lejkownik kubkowatokapeluszowy (Pseudoclitocybe cyathiformis), lejkówka rdzawa (Clitocybe diatreta) oraz opisane po raz pierwszy Russula nigrodisca i Flammula fulvella.